# Par (Unix)
El programa de ordenador par es una utilidad de formateo de texto para sistemas operativos Unix y similares a Unix, escrita por Adam M. Costello como sustituto del comando fmt.
Par reformatea párrafos de texto para ajustarlos a una longitud de línea determinada de forma óptima, manteniendo intactos los prefijos y sufijos, lo que resulta útil para formatear comentarios de código fuente. También entiende las convenciones comúnmente utilizadas para citar en las respuestas de correo electrónico, y es capaz de reformatear inteligentemente estos varios niveles de profundidad, mientras que vuelve a envolver el texto que citan.
Par puede ser invocado desde editores de texto como Vim o Emacs. Para soportar Unicode, par necesita ser compilado con un parche que añada soporte para caracteres multibyte, típicamente, codificación UTF-8. A diferencia de fmt, par también soporta justificación de texto.